# Gnathia odontomachus
Gnathia odontomachus är en kräftdjursart som beskrevs av Cohen och Gary C.B. Poore 1994. Gnathia odontomachus ingår i släktet Gnathia och familjen Gnathiidae. Inga underarter finns listade i Catalogue of Life.